# جيرت يورغنسن
جيرت يورغنسن (بالدنماركية: Gert Jørgensen)‏ هو لاعب كرة قدم دنماركي، ولد في 16 فبراير 1957.